# 13212 Jayleno
13212 Jayleno (1997 JL13) là một tiểu hành tinh vành đai chính được phát hiện ngày 3 tháng 5 năm 1997 bởi E. W. Elst ở Đài thiên văn Nam Âu.
Nó được đặt theo tên Jay Leno.